# Wapen van Waardenburg

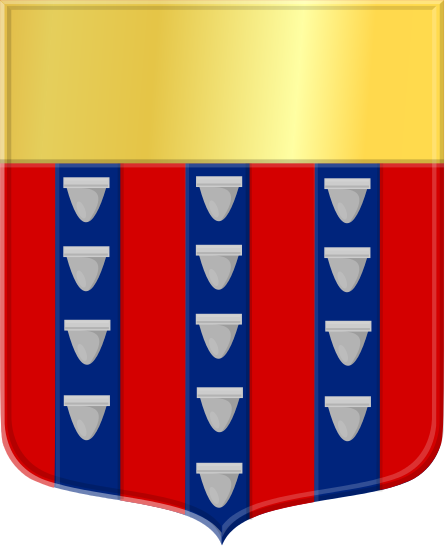
Wapen van Waardenburg

Het Wapen van Waardenburg toont het wapen van de voormalige gemeente Waardenburg in Gelderland. Op 20 juli 1817 werd het wapen bevestigd door de Hoge Raad van Adel. De omschrijving luidt:
"Van keel, beladen met 3 pals van vair en chef van goud."
De heraldische kleuren in het wapen zijn keel (rood), vair en goud (geel).

## Achtergrond
Waardenburg heeft zijn naam en wapen ontleend aan het gelijknamige kasteel. Rudolf I de Cock ontving van Otto II van Gelre in het jaar 1265 Hiern (de oude naam voor Waardenburg), Neerijnen en Opijnen in ruil tegen diens bezittingen in Rhenoy. Rudolf vroeg toestemming daar een huis te bouwen, dat huis werd later een kasteel. Zijn wapen is afgeleid van het familiewapen van De Cock uit het huis Châtillon. Twee jaar later werd ook de gelijknamige heerlijkheid met het wapen bevestigd met de volgende beschrijving: "Een schild van rood, beladen met drie gevaireerde palen, het hoofd van goud."

## Verwante wapens
Onderstaande wapens zijn verwant aan het wapen van Waardenburg:

Waardenburg uit het Wapenboek Gelre
Wapen van Rudolf I de Cock
Wapen van Kerkwijk
Wapen van het waterschap Betuwe
Wapen van Waardenburg heerlijkheid